# Train Simulator+電車でGO! 東京急行編
『Train Simulator+電車でGO! 東京急行編』（トレインシミュレータプラスでんしゃでゴー とうきょうきゅうこうへん）は2003年12月18日に音楽館から発売された、PlayStation 2用電車運転ゲーム。総合プロデューサーは向谷実。

## 作品紹介
常にリアルさを追求し続ける音楽館の『Train Simulator』と、電車の運転にエンタテインメント性を取り入れたタイトーの『電車でGO!』という2大鉄道ゲームのコラボレーションという、鉄道ゲーム初の試みが行われた作品。
「電車でGO!モード」では「Train Simulator」の実写映像に、これまでの「電車でGO!」のゲーム画面（持ち時間、ナビゲーターなど）を併せたもので、「Train Simulator」のリアルさと「電車でGO!」のゲーム性が一体化したモードと言える。ただし、ゲームを進めていくうえでメインとなる「試験」は「Train Simulator」モードで行われる。
また、「電車でGO!」のキャラクター「鉄ちゃん」も大幅なイメージチェンジをして登場。ただし、この作品以降、一貫して発売元にタイトーの名前が入っているものの、TSシリーズ中で鉄ちゃんが登場するのはこの作品のみである。
2005年2月17日（当初1月27日発売予定だったが延期された）にはPSP版「Mobile Train Simulator+電車でGO! 東京急行編」も発売。紹介ビデオではエスパー伊東が登場した。
2006年3月30日には、PS2版の廉価版「Train Simulator+電車でGO! 東京急行編 音楽館ポケットブックス」が発売されている。
PlayStation 2版にCEROレーティング表示はない（ただし、廉価版では全年齢対象とされている）。
操作感の大きな特徴として回生失効が再現されている。回生失効のパターンもブレーキをかけ始めた時点で失効していたり、最初は回生制動が立ち上がるものの中速度以下で失効したり、最初は失効するものの停止直前で回生制動が復帰したりと複数ある。
この他にも桜新町駅、江田駅において優等列車（急行）の通過待ちの他、終着駅到着後乗客を降ろした後に車庫入れ運転をするなど、映像の点でも新しい要素が取り入れられた作品である。

## 東京急行電鉄での広告展開
東京急行（東急）の電車内では「いつもの電車、動かせます」というキャッチフレーズの中吊り広告で宣伝展開していった。また、発売直前、東横線9013F・田園都市線8637F・目黒線5181Fの中吊り広告が、本作品のもので統一された。
PSP版の発売にあたり、キャッチフレーズは「いつもの電車、どこでも動かせます」と、どこでもの記述が追加された。

## 運転可能な路線
- 東横線（桜木町〜渋谷）
- 田園都市線（渋谷〜中央林間）
- 大井町線（大井町〜二子玉川）
- 目黒線（奥沢〜大岡山・PS2版のみ）

## 登場車両

### 運転可能な車両
以下の車両はいずれも東急電鉄所属の車両である。

#### 田園都市線
- 5000系
PS2版発売当時の最新鋭車両。
加速性能とブレーキ応答性に優れる。力行からノッチオフとした際のタイムラグが大きいのが難点。
- 2000系
3編成のみ製造された少数派。東武線に直通できないため、運用は限定される。
加速する際の応答性が他の形式に比べて極端に悪く、回生失効時の空気ブレーキの効きも弱いため、非常に扱いが難しくなっている。
これは音楽館スタッフと東急運転士の手により、当時の2000系3編成それぞれの悪い点だけを集約したためであり、実車はゲーム発売後に工場に入場した際に問題点は改善されている[1]。
- 8500系
田園都市線の主力車種。
高速域の加速が伸び悩むものの応答性が非常に優れており、加速、減速性能も安定しているため初心者にも扱いやすい。
PS2版では37-081で選択すると、運転台の細部が異なる東武線直通非対応編成（○K車）に変化する。
PSP版では37-081で選択すると、画面下部ナビゲーションバーに表示されるイラストが排障器の無いタイプに差し替わるが、アナログ速度計は東武ATS対応タイプのまま変化しない。

#### 東横線
- 9000系
東急で初めてVVVFインバータ制御、交流モーターを本格採用した車両。
ノッチを操作した際の反応がやや悪いものの、加減速性能は良い。
- 8590系
8090系を地下鉄対応とするため製造された車両。
8000系に比べ加速性能、応答性は高めだが、40km/hを下回った辺りのブレーキの効きがやや弱い。
- 8000系
界磁チョッパ制御やワンハンドルマスコンなど、新機軸を多数導入した車両。
ブレーキの効きは強めだが、効き始めるまでにラグがある。加速性能も中高速域では伸び悩む。
- 5050系（PSP版のみ）
PSP版のみに登場する東横線の最新鋭車両。5000系にあったノッチオフのラグは少なくなり、加速、減速、応答性の全ての面において高い性能を持つ。
本作では桜木町～横浜間を走行するが、実車が営業運転を開始したのはみなとみらい線開業後である。

#### 大井町線
- 8090系
量産車としては日本で初めて軽量ステンレス車体を採用した車両。
「応答性は非常に悪いが、制動力は本作トップクラス」という独特なブレーキ性能を持ち、扱いがやや難しい。加速性能は平均的。
- 8500系
5両編成の8500系。一時期は田園都市線で5両+5両の編成を組んでいたが、ゲーム発売時には既に大井町線専用となっていた。
加速、減速性能が非常に高く、特に加速力は田園都市線の5000系に匹敵する。
- 8000系
5両編成の8000系。
性能は東横線仕様とほぼ同等だが、回生ブレーキが45km/hと早い段階で失効してしまう点に注意が必要。

本作では9000系を大井町線で選択することができないが、これは大井町線の運転映像の途中で9000系とすれ違う場面があるため。

#### 隠し車両
- 7200系総合検測車（PS2版のみ）
架線や軌道の検測のほか、ATC未搭載車の牽引用としても使用される事業用車。本作の東横線、大井町線の運転映像を撮影する際にも使用された。
隠しダイヤの291-102のみで運転できる。本作唯一の電磁直通ブレーキ車で、制動力、応答性は非常に悪い。回生ブレーキが使用できないため、減速時は空気ブレーキのみとなる。

### 運転画面上でのみ登場する車両
車籍のない事業用車等は省略。
- 東急1000系
- 東急3000系
- 営団8000系
- 営団03系
- 営団08系
- 埼玉高速鉄道2000系
- JR東日本209系
- 東京都交通局6300形
- 東武20000系
- 東武30000系

## 登場するダイヤ
2003年3月19日ダイヤ改正時のもの。東横線は2004年2月1日、田園都市線・大井町線は2004年10月16日にダイヤ改正が行われ、現在このダイヤはない。
｛｝でくくられたのはTSモードの試験での運転区間と使用車両。（）でくくられたのは電GO!モードでの使用車両。
田園都市線
- 20-071　　各停中央林間行き　長津田→中央林間{長津田→中央林間 5000系(8500系)}
朝ラッシュ時の長津田始発のダイヤ。ダイヤの余裕は平均的。車掌による担当乗務員の案内放送はない。
- 05-111　　急行中央林間行き　渋谷→中央林間{渋谷→長津田 8500系(5000系)}
日中の急行ダイヤ。ダイヤには余裕があり、走りやすい。実際は東武伊勢崎線からの直通運転のため、東武線非対応の2000系は選択不可。
- 17-091　　急行中央林間行き　渋谷→中央林間{渋谷→中央林間 8500系(8500系)}
朝ラッシュ時の急行ダイヤ。ラッシュ時間帯のためATC信号がめまぐるしく変化し、先行列車を意識した運転が求められる。
- 37-081　　各停長津田行き　渋谷→長津田{渋谷→長津田 2000系(2000系)}
朝ラッシュ時のダイヤ。途中、桜新町と江田で急行の通過待ちをする。2000系を選択できる唯一のダイヤ。
全体的にダイヤに余裕がなく、停車にもたつくと遅れを出してしまう区間が多い。試験では扱いの難しい2000系を使用するため、難易度は非常に高い。
〇K編成(東武線非対応編成)限定運用のため、5000系は選択不可。条件を満たすと長津田検車区の手前の留置線への入換運転が可能になる。

東横線
- 19-062　　急行渋谷行き　桜木町→渋谷{桜木町→菊名 8000系(9000系)}
朝ラッシュ時の急行ダイヤ。ダイヤは日吉までは余裕があるが、日吉から先はややタイト。
- 33-072　　急行渋谷行き　桜木町→渋谷{菊名→渋谷 8000系(8590系)}
朝ラッシュ時の急行ダイヤ。菊名まではダイヤに余裕があるが、それ以降はややタイトになる。
- 21-062　　各停渋谷行き　桜木町→渋谷{桜木町→渋谷 9000系(8000系更新車)}
早朝ラッシュ時の各駅停車。終点まで優等列車の待避を行わない。武蔵小杉から先のダイヤはややタイト。
- 13-112　　特急渋谷行き　桜木町→渋谷{桜木町→渋谷 8590系(PS2版は8590系,PSP版は5050系)}
日中の特急ダイヤ。先行列車の影響を受けないため、ダイヤは非常にタイト。
- 05-072　　通勤特急渋谷行き　桜木町→渋谷{桜木町→渋谷 9000系(9000系)}
朝ラッシュ時の通勤特急のダイヤ。常に先行列車を意識した運転を要求される。
- 15-071　　各停桜木町行き　元住吉→桜木町(隠しダイヤのため試験無し)
PS2版のみ特定条件を満たすことで運転できる。朝の下り方面各駅停車。終点まで優等列車の待避を行わない。
桜木町駅での速度照査は渋谷駅とは異なるので注意。

大井町線
- 108-091 　各停二子玉川行き　大井町→二子玉川{大井町→二子玉川 8090系(8090系)}
本ゲーム唯一の大井町線のダイヤ。路線のアップダウンの激しさと合わさり、タイトなダイヤとなっている。自由が丘から先はややダイヤに余裕がある。
条件を満たすと二子新地駅方の留置線への入換運転が可能になる。

目黒線
- 291-102 　回送　奥沢→大岡山(隠しダイヤのため試験無し)
PS2版のみ特定条件を満たすことで運転できる。大岡山駅では分岐器を通り大井町線のホームに入線する。使用する車両は7200系検測車で固定。

## 問題点
- 致命的なバグが存在する（初期のPS2版のみ）
  - 菊名駅の停車時と自由が丘駅発車直後、映像の速さが不自然に変化する。
  - 運転士音声をオフの状態で東横線を運転すると、菊名から先に進めなくなる。これは菊名でのATSからATCへの切替に、運転士・車掌の音声をトリガーに切替動作を再現していたため。同駅の前停車駅で設定の「運転士音声」をオンにすれば問題ない。
  - 菊名駅の場内信号が警戒の状態で進入すると（25km/h以下でも）運転中止になる。注意信号に変わってから進入すれば問題ない。特殊なボタン操作を「手動」に設定している場合でも、注意信号になるまでは車警ベルを止めることができない。

などが挙げられている。これらは公式ホームページのQ&Aにも記載されている。いずれも初期のみのバグであり、後に改善されている。
- 下り勾配や0‰勾配の地点で、P2を入れたまま走行するとATC制御が効かない場合がある（田園都市線、渋谷〜中央林間区間・東横線、菊名〜渋谷区間）。これはすぐにマスコンを戻す事で解除できるが、最悪の場合はATC非常ブレーキがかかり運転中止になる。

## PSP版の、PS2版と比べた相違点
- 先に述べられた、菊名駅での保安装置切替にかかわるバグと、同駅の場内信号が警戒の状態で進入すると運転中止になるバグが修正されている。
- PS2版では隠しダイヤが収録されているのに対して、PSP版では隠しダイヤが収録されていない。
- 大井町線のTSモード試験はPS2版では中級、PSP版では上級となっている。
- 東横線用の5050系車両が収録されている。実車はみなとみらい線開業後に登場したため、桜木町〜横浜間には入線しておらず、ゲーム内のみの再現となっている。
- PSP版は全面に運転画面が表示され、運転台の描画が省略されており、速度計（ATC区間ではATC車内信号現示付き）のみ左下隅に表示される（オプション設定で非表示にしたり、電車でGOモード向けデジタルメーターにすることも可能）。圧力計の描写がなく回生失効イベントの発生を読み取ることができないため、イベント発生時にはその旨がメッセージウインドウに表示される。
- 勾配の数値が表示される。
- Train Simulatorモードにおいても画面下部にナビゲーションバーが表示され、ATS区間では先区間の信号現示、速度制限などが、ATC区間では現在地より先の閉塞区間のATC現示速度が表示される。（ブレーキナビゲーションは搭載されていない。）
- その他、各種画像が、PSPのアスペクト比16:9に対応したものに差換えられている。